# موافقة (فلم)
موافقة هو فيلم إثارة جاسوسية هندي من إخراج ميجنا جولزار وبطولة عاليا بهات،فيكي كوشال،جايديب أهلاوات وراجيت كابور،عرض الفيلم في 11 مايو 2018.

## روابط خارجية
مقالات تستعمل روابط فنية بلا صلة مع ويكي بيانات